# 1991 w polityce

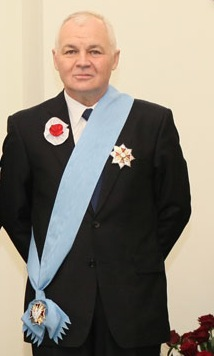
Jan Krzysztof Bielecki

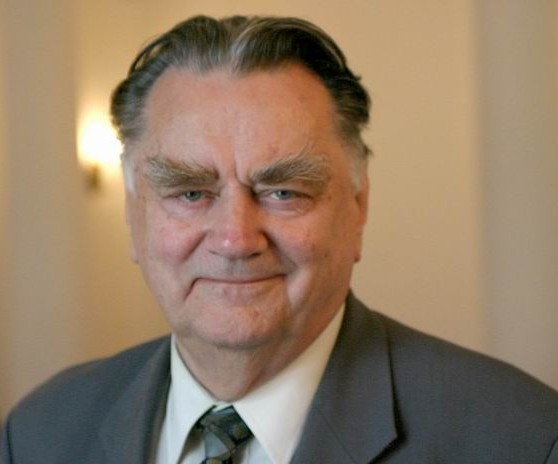
Jan Olszewski

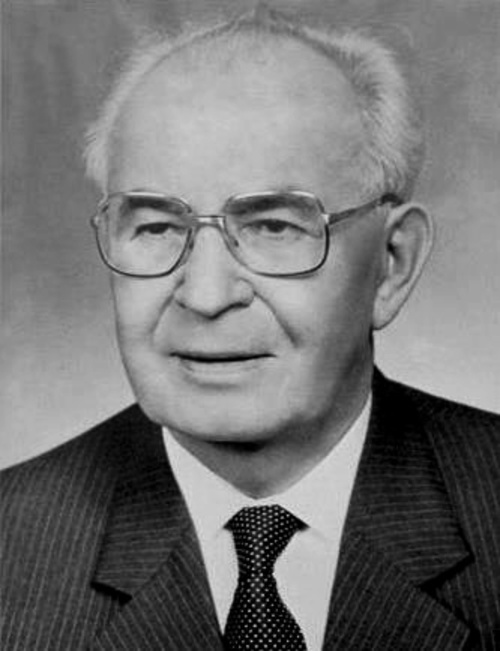
Gustáv Husák

Wydarzenia polityczne w 1991 roku.

## Styczeń
- 4 stycznia – Jan Krzysztof Bielecki został premierem[1].
- 7 stycznia – w wyniku problemów gospodarczych upadł rząd na Litwie[2].
- 11 stycznia – Slobodan Milošević został prezydentem Serbii[3].
- 13 stycznia – do Wilna weszły radzieckie Milicyjne Oddziały Specjalnego Przeznaczenia (OMON), które zajęły Centrum Radiowo-Telewizyjne. W trakcji akcji zginęło 14 Litwinów, a 702 odniosły obrażenia[4].
- 17 stycznia:
  - początek operacji Pustynna Burza w Iraku[5].
  - Harald V został królem Norwegii[6].

## Luty
- 7 lutego – Krzysztof Bachmiński został prezydentem Krakowa[7].
- 9 lutego – na Litwie odbyło się referendum niepodległościowe – za odłączeniem ze Związku Radzieckiego opowiedziało się 91% Litwinów[2].
- 15 lutego – w Budapeszcie i Wyszehradzie doszło do spotkania prezydentów, premierów i ministrów spraw zagranicznych Czechosłowacji, Polski i Węgier. Podczas spotkania podpisano deklarację o współpracy w pokonaniu skutków komunizmu i wspólnym dążeniu do integracji ze strukturami europejskimi. Deklarację uznano za początek współpracy w ramach Grupy Wyszehradzkiej[8].

## Marzec
- 3 marca – w referendum niepodległościowym w Estonii 78% głosujących opowiedziało się za niepodległością. Tego samego dnia odbyło się referendum niepodległościowe na Łotwie, gdzie za ogłoszeniem niepodległości padło 74% głosów[2].

## Kwiecień
- 9 kwietnia – Gruzja wystąpiła ze Związku Radzieckiego. Urząd prezydenta objął Zwiad Gamsachurdia[8].
- 30 kwietnia – zmarła Gizela Grimaldi, księżna Monako, wdowa po Ludwiku II[9].

## Maj
- 21 maja – Tamilskie Tygrysy dokonały zamachu bombowego na byłego premiera Indii Rajiva Gandhiego[8].
- 26 maja – Zwiad Gamsachurdia został prezydentem Gruzji[10].

## Czerwiec
- 12 czerwca – wybory prezydenckie w Rosji wygrał Borys Jelcyn (57,3%). Frekwencja wyniosła 74,7%[8].

## Lipiec
- 1 lipca – został rozwiązany Układ Warszawski[11].

## Sierpień
- 18/19 sierpnia – grupa konserwatystów usiłowała przeprowadzić zamach stanu w Związku Radzieckim (pucz moskiewski). Z ich polecenia aresztowano prezydenta Michaiła Gorbaczowa. Władzę przejął Komitet Stanu Wyjątkowego z wiceprezydentem Giennadijewem Janajewem na czele[8].
- 21 sierpnia – pucz moskiewski upadł[8].
- 22 sierpnia – uwolniono Michaiła Gorbaczowa. Rada Najwyższa ZSRR przywróciła mu władzę prezydencką[8].

## Październik
- 14 października – Pokojową Nagrodę Nobla otrzymała Aung San Suu Kyi przebywająca w areszcie domowym[8].
- 27 października – w Polsce przeprowadzono wybory parlamentarne. Do parlamentu dostało się 29 różnych ugrupowań. Najwięcej mandatów zdobyła Unia Demokratyczna[8].

## Listopad
- 18 listopada – zmarł Gustáv Husák, prezydent Czechosłowacji[12].

## Grudzień
- 6 grudnia – Jan Olszewski został premierem[13].
- 8 grudnia – w Puszczy Białowieskiej (nieopodal Brześcia) prezydenci Rosji Borys Jelcyn i Ukrainy Łeonid Krawczuk oraz przewodniczący parlamentu Białorusi Stanisłau Szuszkiewicz podpisali porozumienie o powołaniu Wspólnoty Niepodległych Państw.
- 26 grudnia – rozwiązano Związek Socjalistycznych Republik Radzieckich[14].